# Persécution des chiites par l'État islamique
 (octobre 2020).
Si vous disposez d'ouvrages ou d'articles de référence ou si vous connaissez des sites web de qualité traitant du thème abordé ici, merci de compléter l'article en donnant les références utiles à sa vérifiabilité et en les liant à la section « Notes et références ».
La persécution des chiites par l'État islamique implique le meurtre de masse systématique de musulmans chiites par le groupe extrémiste État islamique en Irak et au Levant (EIIL), qui a eu lieu dans le territoire qu'il a contrôlé en Irak et en Syrie.
Bien qu'ils soient la majorité religieuse en Irak, les musulmans chiites ont été tués en grand nombre par l'EIIL, qui est sunnite. Le 12 juin 2014, l'EIIL a tué 1 700 recrues non armées de cadets de l'armée irakienne chiite lors du massacre de Tikrit. L'EIIL a également ciblé les prisonniers chiites. Selon des témoins, après que le groupe militant a pris la ville de Mossoul, ils ont séparé les prisonniers sunnites des prisonniers chiites. Jusqu'à 670 prisonniers chiites ont ensuite été emmenés à un autre endroit et exécutés. Les responsables kurdes d'Erbil ont rapporté l'incident de la séparation de prisonniers sunnites et chiites et de la mort de prisonniers chiites après la chute de la prison de Mossoul aux mains de l'EIIL.
L'EIIL est également responsable du massacre génocidaire et du nettoyage ethnique des yézidis dans le nord de l'Irak à une « échelle historique », mettant des communautés entières « en danger d'être rayées de la carte de l'Irak ». Dans un rapport spécial publié le 2 septembre 2014, Amnesty International a décrit comment l'EIIL avait « systématiquement ciblé les communautés musulmanes non sunnites, tuant ou enlevant des centaines, voire des milliers, d'individus et en forçant plus de dizaines de milliers de chiites, sunnites, ainsi que d'autres minorités de fuir les zones qu'elle a capturées depuis le 10 juin 2014 ». Les groupes chiites les plus ciblés dans le gouvernorat de Ninive étaient les Turkmènes chiites et les Shabak.